# Instytut Sobieskiego
Instytut Sobieskiego (IS), zarejestrowany jako Fundacja Instytut Sobieskiego – ośrodek analityczny typu think tank, zarejestrowany w 2005 w formie prawnej fundacji. Fundatorami Instytutu są Mirosław Gruszka, Marek Borzestowski, dr hab. Ryszard Sowiński i Paweł Szałamacha.

## Działalność
Instytut prowadzi działalność naukowo-badawczą, wydawniczą i ekspercką. Przygotowuje z własnej inicjatywy raporty, komentarze i ekspertyzy dotyczące głównych obszarów swojej działalności. Jest organizatorem wielu międzynarodowych i krajowych konferencji, seminariów i paneli. Instytut koncentruje się na tematyce finansów publicznych, stosunków międzynarodowych, energetyce, transporcie publicznym.
Instytut w latach 2003–2010 wydawał konserwatywny kwartalnik Międzynarodowy Przegląd Polityczny. W latach 2011–2015 był organizatorem corocznego kongresu Polska – Wielki Projekt. Od 2016 roku realizuje projekt Akademia Sobieskiego. Instytut jest także odpowiedzialny za organizację Krajowej Ligi Innowacji, pod patronatem Ministerstwa Rozwoju, Ministerstwa Energii i Polskiej Agencji Rozwoju Przedsiębiorczości.

## Najważniejsze publikacje
Eksperci Instytutu Sobieskiego opracowali w 2004 roku raport pt. „Publiczne wysłuchanie: Kontrola stanowienia prawa przez obywateli”, który stał się podstawą wprowadzenia w Polsce instytucji wysłuchania publicznego. Na początku 2007 roku zespół ekspertów i analityków instytutu opracował „Program polityki rodzinnej”, który był podstawą przedstawionego przez Jarosława Kaczyńskiego i minister Joannę Kluzik-Rostkowską projektu nowej polityki prorodzinnej.
W 2010 roku Instytut opublikował raport „Prawdziwy dług Polski”, w którym ekspert Paweł Dobrowolski przedstawił kwestie ukrytego długu i sposobu prezentowania zadłużenia sektora publicznego. W 2011 roku ekspert Leszek Skiba przedstawił raport „Rządzić Państwem. Centrum decyzyjne rządu w wybranych krajach europejskich”, w którym przedstawiono sposób funkcjonowania kancelarii premiera w zachodnich państwach jako organu planującego i koordynującego wieloletnią politykę społeczną. W 2012 roku opublikowana została zbiorowa praca zespołu ekspertów „Katastrofa. Bilans dwóch lat”, w której podsumowano działania państwa w obszarze katastrofy smoleńskiej. W tym samym roku ukazał się raport pod redakcją Macieja Rapkiewicza, „Jednostki samorządu terytorialnego wobec kluczowych wyzwań strukturalnych”, który był swoistym przewodnikiem w rozwiązywaniu problemów, z jakimi mierzą się jednostki samorządu terytorialnego wszystkich szczebli. Instytut przedstawił też raport „Samoleczenie”, którego autorem był dr hab. n. med. Krzysztof Krajewski-Siuda. W raporcie przedstawiono liczne aspekty, teoretyczne i praktyczne, związane z wiedzą o samoleczeniu, pod kątem aspektów biomedycznych, legislacyjnych, społeczno-ekonomicznych i etycznych. Pod koniec 2012 roku pod redakcją Jana Filipa Staniłki ukazała się praca zbiorowa pt. „Europejski ład gospodarczy w 2020 roku”. Była to swoista ocena sytuacji dotycząca integracji europejskiej i stabilności strefy euro.
W 2014 roku Paweł Soloch, ówczesny Prezes Instytutu, opublikował raport „Budowanie zdolności obronnych państwa i postaw proobronnościowych”, który w sposób krytyczny omawiał rolę budowania zdolności obronnych państwa w kontekście programów wyborczych polskich partii politycznych po 1989 roku. W tym samym roku przedstawiono raport „Węgry Orbana – wzór czy przestroga?”, który był zbiorową pracą Leszka Skiby, Macieja Rapkiewicza i Mateusza Kędzierskiego. W raporcie w sposób obiektywny podsumowano dokonania rządu Wiktora Orbana. Rok później ukazał się raport „Organizacje proobronne w systemie bezpieczeństwa państwa”, którego autorem był ponownie Paweł Soloch. Raport poruszał kwestię wykorzystania społecznych organizacji proobronnych, ratowniczych oraz paramilitarnych i włączenia ich w system bezpieczeństwa państwa.
Istotnym dorobkiem Instytutu jest seria raportów eksperta Tomasza Stysia. Pod koniec 2014 roku ukazał się pierwszy raport „Rynek gospodarowania odpadami komunalnymi w Polsce. Perspektywa 2030”, w którym podkreślone zostały wyzwania stojące przed organami władzy publicznej, które otrzymały liczne obowiązki związane z gospodarowaniem i odbiorem odpadów. W 2016 roku ukazały się aż trzy raporty autorstwa Stysia, z czego dwa z nich dotyczyły gospodarowania odpadami, zaś trzeci inteligentnego transportu. „Krajowy Plan Gospodarki Odpadami 2030” omawiał wyzwania, jakie stanęły przed Polską w związku z wdrożeniem przez Unię Europejską nowych ustaleń w kwestii gospodarowania odpadami oraz polityki klimatyczno-energetycznej. „System gospodarowania odpadami opakowaniowymi w Polsce” nawiązuje z kolei do wdrożonego przez Unię obiegu zamkniętego gospodarowania odpadami. Raport „Inteligentny transport – wpływ na polską gospodarkę” dotyczy rozwoju transportu współdzielonego oraz możliwości dla gospodarki państwa, jakie ta forma transportu ze sobą niesie. Na początku 2017 roku został opublikowany raport „Rynek gospodarowania zużytym sprzętem elektrycznym i elektronicznym w Polsce” rozszerza informacje zawarte we wcześniejszych raportach, szczególną uwagę poświęcając systemowi gospodarki zużytym sprzętem elektrycznym i elektronicznym.
W 2016 roku zespół ekspertów przedstawił raport „Innowacyjność w Polsce. Co można zmienić?”, który zawierał rekomendacje dla rządu w kwestii wspierania innowacyjności w Polsce. W 2017 roku przedstawiono raport „Nowy samolot bojowy dla Sił Powietrznych RP”, w którym przedstawione zostały możliwe warianty zakupu samolotów bojowych w programie „Harpia”, oraz „Uruchomienie Centralnego Portu Komunikacyjnego”, kompleksowo poddający analizie i przedstawiający strategiczne tezy rządowego projektu Centralnego Portu Komunikacyjnego.
Na początku 2018 roku ukazał się raport „Internet of Things (IoT) i Artificial Intelligence (AI) w Polsce”, rekomendujący wdrożenie rozwiązań z obszaru sztucznej inteligencji i internetu rzeczy w dobie nowej rewolucji przemysłowej.

## Zarząd Instytutu
Członkowie Zarządu (aktualni):
- Leszek Skiba (Prezes Zarządu)[20]

- Jadwiga Emilewicz

- Bartosz Marczuk

- Bartłomiej Michałowski

Członkowie Zarządu (byli):
- dr Piotr Koryś – październik 2017 – ?

- Julita Wilczek – marzec 2016 – obecnie

- Marek Dietl – wrzesień 2015 – wrzesień 2017

- Mateusz Kędzierski – lipiec 2015 – luty 2016

- Paweł Soloch (Prezes Zarządu) – czerwiec 2013 – sierpień 2015

- Maciej Rapkiewicz – grudzień 2011 – czerwiec 2015

- Leszek Skiba – styczeń 2011 – czerwiec 2013

- Jan Filip Staniłko – kwiecień 2010 – czerwiec 2013

- Paweł Szałamacha (Prezes Zarządu) – kwiecień 2008 – październik 2011

- Aleksandra Przegalińska – luty 2008 – luty 2010

- dr Sergiusz Trzeciak (Prezes Zarządu) – marzec 2006 – kwiecień 2008

- Ryszard Sowiński – marzec 2006 – kwiecień 2008

## Znani eksperci
W ciągu kilkunastu lat funkcjonowania Instytutu współpracowało z nim kilkudziesięciu ekspertów. Do najbardziej znanych należą:
- Mirosław Barszcz – ekspert obszaru finansów publicznych. Obecnie doradca społeczny w Ministerstwie Finansów[22], prezes BGK Nieruchomości i członek Rady Nadzorczej PKO Bank Polski[23] wcześniej podsekretarz stanu w Ministerstwie Finansów oraz minister budownictwa.
- dr Michał Beim – ekspert obszaru transportu miejskiego i infrastruktury transportowej.
- dr hab. Krystyna Bobińska – ekspert w dziedzinie gospodarka.
- dr Marek Dietl – ekspert obszaru finansów i gospodarki. Obecnie prezes Giełdy Papierów Wartościowych[24], wcześniej doradca prezydenta Andrzeja Dudy[25].
- Paweł Dobrowolski – ekspert w dziedzinie gospodarka.
- Maciej Golubiewski – ekspert obszaru spraw zagranicznych. Obecnie Konsul Generalny Rzeczypospolitej Polskiej w Nowym Jorku[26].
- dr hab. Tomasz Grzegorz Grosse – ekspert obszaru ekonomii politycznej oraz integracji europejskiej.
- dr hab. Łukasz Hardt – ekspert w dziedzinach ekonomia i gospodarka. Obecnie członek Rady Polityki Pieniężnej[27], wcześniej członek Narodowej Rady Rozwoju[28].
- Mateusz Kędzierski – ekspert obszaru energetyki. Obecnie Dyrektor Departamentu Innowacji i Rozwoju Technologii w Ministerstwie Energii.
- Janusz Kobeszko – ekspert obszaru samorządu terytorialnego i rozwoju regionalnego.
- Krzysztof Komorowski – ekspert obszaru nowych technologii.
- dr Piotr Koryś – ekspert w dziedzinie gospodarka.
- dr hab. n. med. Krzysztof Krajewski-Siuda – ekspert w obszarze zdrowie publiczne.
- Piotr Krygiel – ekspert w dziedzinie społeczeństwa obywatelskiego. Pomysłodawca „Archipelagu Inicjatyw Obywatelskich” na Kongresie Polska Wielki Projekt. Obecnie zastępca dyrektora Narodowego Instytutu Wolności, wcześniej zastępca dyrektora w Kancelarii Prezesa Rady Ministrów.
- dr Jakub Kumoch – ekspert w dziedzinie polityki zagranicznej. Obecnie Ambasador RP w Szwajcarii. Wcześniej ekspert Narodowej Rady Rozwoju przy Prezydencie RP, długoletni członek Misji Obserwacyjnych Wyborów Unii Europejskiej.
- Piotr Libicki – ekspert obszaru infrastruktury miejskiej. Obecnie główny plastyk miejski Poznania.
- Andrzej Maciejewski – ekspert obszaru spraw zagranicznych. Obecnie poseł na Sejm VIII kadencji.
- Bartosz Marczuk – ekspert w dziedzinie polityki społecznej. Obecnie podsekretarz stanu w Ministerstwie Rodziny, Pracy i Polityki Społecznej. Wcześniej zastępca redaktora naczelnego „Rzeczpospolitej” i „Wprost”.
- Bartłomiej Michałowski – ekspert obszaru nowych technologii.
- Paweł Nierada – ekspert w dziedzinie energetyki. Obecnie wiceprezes zarządu Banku Gospodarstwa Krajowego.
- Radosław Pyffel – ekspert w dziedzinie stosunków z Azją. Obecnie zastępca dyrektora w Azjatyckim Banku Inwestycji Infrastrukturalnych[29].
- Maciej Rapkiewicz – ekspert obszaru finansów. Obecnie członek zarządu PZU SA.
- Leszek Skiba – ekspert w dziedzinie ekonomii. Obecnie podsekretarz stanu w Ministerstwie Finansów[30].
- Paweł Soloch – ekspert obszaru bezpieczeństwa narodowego. Obecnie szef Biura Bezpieczeństwa Narodowego. Wcześniej podsekretarz stanu w Ministerstwie Spraw Wewnętrznych i Administracji.
- Jan Filip Staniłko – ekspert w dziedzinach ekonomii i gospodarki. Obecnie dyrektor Departamentu Innowacji w Ministerstwie Przedsiębiorczości i Technologii.
- Tomasz Styś – ekspert w obszarze gospodarowania odpadami.
- Paweł Szałamacha – ekspert w dziedzinie finansów. Obecnie członek zarządu Narodowego Banku Polskiego. Wcześniej minister finansów w rządzie Beaty Szydło, poseł na Sejm VII kadencji, członek Narodowej Rady Rozwoju, podsekretarz i sekretarz stanu w Ministerstwie Skarbu Państwa.
- dr Witold Waszczykowski – ekspert obszaru spraw zagranicznych. Obecnie poseł na sejm VIII kadencji. Wcześniej minister spraw zagranicznych w rządzie Beaty Szydło i Mateusza Morawieckiego, poseł na sejm VII kadencji, zastępca szefa Biura Bezpieczeństwa Narodowego, podsekretarz stanu w Ministerstwie Spraw Zagranicznych i ambasador Rzeczypospolitej Polskiej w Iranie.
- dr Łukasz Zaborowski – ekspert w dziedzinach infrastruktury miejskiej i transportu.